# Fadjimata Sidibé
Fadjimata Sidibé (* 23. Oktober 1955 in Bilma; vollständiger Name: Sidibé Fadjimata Maman Dioula) ist eine nigrische Pädagogin, Diplomatin und Politikerin.

## Leben
Fadjimata Sidibé ging von 1962 bis 1968 auf Grundschulen in N’Guigmi, N’Gourti und Bilma. Danach besuchte sie das Collège d’enseignement général in Diffa und das Lycée Kassaï in Niamey, das sie mit dem Baccalauréat abschloss. Sie studierte ab 1975 an der Universität Niamey, die sie 1979 mit einem Zertifikat in Atom- und Kernphysik und einer Licence in Physik verließ. Danach studierte sie von 1980 bis 1982 Physik an der Ecole normale supérieure in Bamako in Mali, die sie mit einer Maîtrise über die Berechnung der Energie des ionisierten Lithium-Atoms unter Verwendung der Störungstheorie, der Variationsmethode und der Pluvinage-Methode abschloss.
Sidibé arbeitete danach als Physiklehrerin. Sie unterrichtete von 1982 bis 1986 am Lycée Notre Dame du Niger de Bamako und am Lycée Bouillagui Fadiga in Mali, anschließend von 1986 bis 1996 am Lycée Kassaï in Niamey, unterbrochen von einer von 1992 bis 1994 dauernden Fortbildung an der Université Nationale du Bénin in Porto-Novo, die sie mit einer Arbeit über die Vermittlung von Grundkenntnissen zur Sonnenenergie an Sekundarschulen beendete. Von 1996 bis 2002 wirkte sie in der Schulaufsicht zum Physikunterricht in der Sekundarstufe in Niamey IV. Nach einer Fortbildung an der Normalschule der Universität Niamey war Sidibé von 2003 bis 2009 als nationale Schulinspektorin tätig und für die Schulräume des Lycée Kassaï verantwortlich. Sie arbeitete von 2009 bis 2010 als Direktorin im nigrischen Ministerium für Sekundar- und Hochschulbildung. Zudem engagierte sie sich in verschiedenen internationalen Frauenorganisationen und pädagogischen Netzwerken.
Fadjimata Sidibé war von 1. März 2010 bis 21. April 2011 Bildungsministerin in der Regierung von Staatschef Salou Djibo. Sie wurde 2012 Botschafterin Nigers in Kanada, 2013 zusätzlich in Kuba. Im Jahr 2014 wechselte sie als Botschafterin nach Togo.
Fadjimata Sidibé ist verheiratet und hat fünf Kinder.